# I'm Not Dead
I'm Not Dead är den amerikanska artisten Pinks fjärde studioalbum, släppt den 31 mars 2006.

## Låtförteckning
1. "Stupid Girls"
2. "Who Knew"
3. "Long Way to Happy"
4. "Nobody Knows"
5. "Dear Mr. President"
6. "I'm Not Dead"
7. "'Cuz I Can"
8. "Leave Me Alone (I'm Lonley)"
9. "U + Ur Hand"
10. "Runaway"
11. "The One that Got Away"
12. "I Got Money Now"
13. "Conversations with my 13 year old self"
14. "Fingers" (bonusspår)
15. "I Have Seen the Rain" (pink med sin pappa) (dolt spår)